# ليه مورتون
ليه مورتون (بالإنجليزية: Les Morton)‏ هو منافس ألعاب قوى بريطاني، ولد في 1 يوليو 1958.

## وصلات خارجية
- ليه مورتون على موقع أوليمبيديا (الإنجليزية)
- ليه مورتون على موقع اللجنة الأولمبية البريطانية (الإنجليزية)